# Virxilio Viéitez
Virxilio Viéitez Bértolo (Forcarei, 23 de outubro de 1930 — Forcarei, 15 de julho de 2008) foi um fotógrafo espanhol.

## Biografia
Nasceu em 23 de outubro de 1930 em Soutelo de Montes, no município galego de Forcarei. Aos dezesseis anos consegue seu primeiro emprego, nas obras de construção do Aeroporto de Santiago-Rosalía de Castro, mas devido às más condições de trabalho emigra aos Pireneus dois anos depois, onde trabalha como mecânico em um teleférico e compra sua primeira câmera, uma Kodak. Anos mais tarde muda-se a Palamós, em Catalunha, onde conheceu a Julio Pallí, de quem aprendeu o ofício da fotografia. Nessa época trabalha fazendo retratos de turistas na Costa Brava.
Em 1955 regressa a Galiza e abre um estúdio fotográfico na sua vila natal. Desta forma teve a oportunidade de retratar a muitas gerações de vizinhos da Terra de Montes, de forma quase anônima. Suas fotografías são retratos de pessoas e grupos em eventos sociais como comunhões, velórios e batismos, mas tambén actividades cotidianas. Em relação à sua técnica, a maioría das suas fotos são em branco e preto, mas na década de 1970 tirou algumas coloridas.
Morreu na sua vila natal em 15 de julho de 2008.